# Robie House
Robie House är en privatbostad i Chicago, ritad av Frank Lloyd Wright och uppförd 1909. I dag är det ett National Historic Landmark.

## Beskrivning
Wright ritade denna villa i präriestil för Frederick och Laura Robie och deras två barn mellan 1908 och 1909. Han utgick från sin tidigare privatbostad F.F. Tomek House i Riverside och kom i Robie House att ytterligare betona byggnadskomponenternas horisontalitet. Byggnaden, som är uppförd i romerskt tegel, saknar i princip symmetri. De olika rummen är inte klart avgränsade utan går in i varandra, till exempel vardagsrummet och matsalen. Wright utnyttjar både tomrum och fasta former som kompletterande formelement.

## Bilder

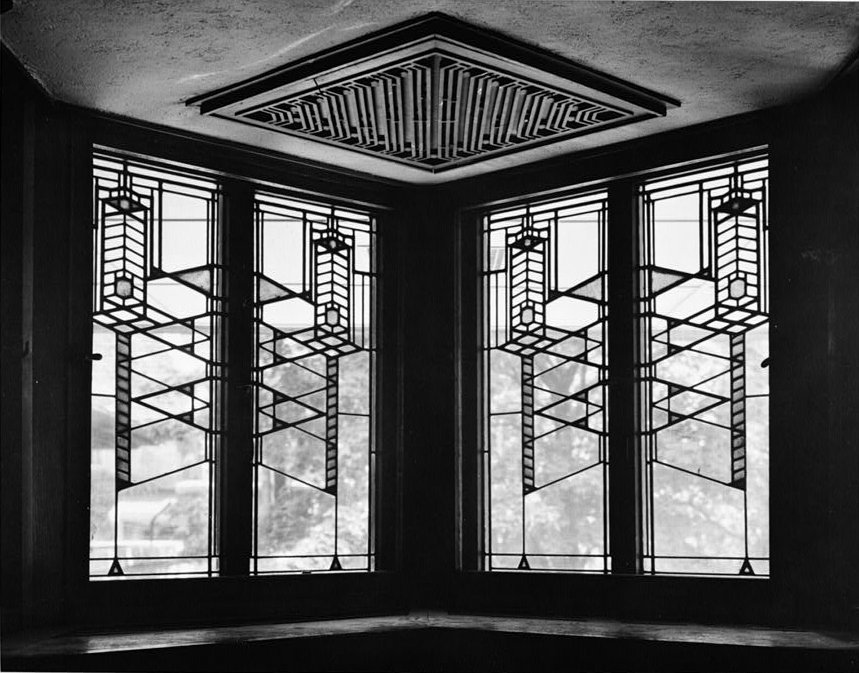
Fönster i Robie House.

### Webbkällor
- ”About the Robie House” ( PDF). https://www.scholastic.com/blueballiett/pdfs/wright3_robiehouse.pdf. Läst 6 januari 2016.
- ”Robie Residence”. Great Buildings. http://www.greatbuildings.com/buildings/robie_residence.html. Läst 6 januari 2016.